# バルバーニ
株式会社バルバーニ（英: VALVANNE Co.,Ltd.）は静岡県袋井市に本社を置く家具・インテリア製品の製造・販売を行っている企業である。

## 概要
日本ビクターインテリア事業部を前身とするJVCケンウッド・インテリアが、資産および営業権を静岡県内に企業を置く川嶋グループに譲渡したことに伴い2017年5月に設立。
社名の由来はイタリア語のvalente（熟練した）、vanto（誇り）、nettamente（明確な）の頭文字を合わせた造語であり、「熟練した技術と誇りをもって明確な商品を創りつづける」という意志を社名に込めたもの。

## 沿革
- 1971年（昭和46年） - 日本ビクターインテリア事業部の運営を開始。
- 1984年（昭和59年） - 関連会社として静岡県磐田郡浅羽町（現：袋井市）にインターメーベル工芸株式会社が設立[2]。
- 2002年（平成14年） - 日本ビクターインテリア事業部とインターメーベル工芸が合併。ビクターインテリア株式会社が発足。
- 2014年（平成26年） - 株式会社JVCケンウッド・インテリアに社名変更。
- 2017年（平成29年） - JVCケンウッド・インテリアから事業譲受。株式会社バルバーニが設立。

## 主な商品
- Holis
  - デスク、ムーブユニット、ワゴン、シェルフ
- WORKSTUDIO
  - ネットワークデスク、コーナーデスク、サイドデスク、書棚など
- TERRITORY
  - コアデスク、ムーブユニット
- CHAIR
  - チェア、アームチェア、ラウンドアームチェア